# Neuromedin N
Neuromedin N je neuropeptid izveden iz istog prekursornog polipeptida kao i neurotenzin, i sa sličnim ali suptilno različitim izražavanjem i efektima.

## Literatura
1. ↑  „Neuromedin N - Compound Summary, PubChem”..
2. ↑   уреди
3. ↑  Evan E. Bolton; Yanli Wang; Paul A. Thiessen; Stephen H. Bryant (2008). „Chapter 12 PubChem: Integrated Platform of Small Molecules and Biological Activities”. Annual Reports in Computational Chemistry. 4: 217—241. doi:10.1016/S1574-1400(08)00012-1.
4. ↑  Carraway RE, Mitra SP, Spaulding G (1992). „Posttranslational processing of the neurotensin/neuromedin-N precursor”. Annals of the New York Academy of Sciences. 668 (1 The Neurobiol): 1—16. PMID 1463268. doi:10.1111/j.1749-6632.1992.tb27335.x.
5. ↑  Kitabgi P, De Nadai F, Rovère C, Bidard JN (1992). „Biosynthesis, maturation, release, and degradation of neurotensin and neuromedin N”. Annals of the New York Academy of Sciences. 668 (1 The Neurobiol): 30—42. PMID 1463273. doi:10.1111/j.1749-6632.1992.tb27337.x.
6. ↑  Vincent JP (1995). „Neurotensin receptors: binding properties, transduction pathways, and structure”. Cellular and Molecular Neurobiology. 15 (5): 501—12. PMID 8719037. doi:10.1007/BF02071313.
7. ↑  Adams DH, Hanson GR, Keefe KA (2001). „Differential effects of cocaine and methamphetamine on neurotensin/neuromedin N and preprotachykinin messenger RNA expression in unique regions of the striatum”. Neuroscience. 102 (4): 843—51. PMID 11182247. doi:10.1016/S0306-4522(00)00530-3.
8. ↑  Friry C, Feliciangeli S, Richard F, Kitabgi P, Rovere C (2002). „Production of recombinant large proneurotensin/neuromedin N-derived peptides and characterization of their binding and biological activity”. Biochemical and Biophysical Research Communications. 290 (4): 1161—8. PMID 11811984. doi:10.1006/bbrc.2001.6308.
9. ↑  Kitabgi P (2006). „Differential processing of pro-neurotensin/neuromedin N and relationship to pro-hormone convertases”. Peptides. 27 (10): 2508—14. PMID 16904237. doi:10.1016/j.peptides.2006.03.038.

## Spoljašnje veze
- Neuromedin+N на 